# 7478 Hasse
7478 Hasse è un asteroide della fascia principale. Scoperto nel 1993, presenta un'orbita caratterizzata da un semiasse maggiore pari a 2,8632254 UA e da un'eccentricità di 0,0874837, inclinata di 3,13782° rispetto all'eclittica.